# The Third Nail
The Third Nail ist ein Krimi-Drama von Kevin Lewis mit Huntley Ritter, Krista Allen, Charles S. Dutton und Chloë Grace Moretz. Es wurde am 8. Februar 2008 veröffentlicht.

## Handlung
Ein junger Mann wird fälschlicherweise zu lebenslanger Haft verurteilt, weil er zwei Kinder getötet haben soll. Er wird freigelassen, nachdem DNA-Beweise seine Unschuld beweisen. Nach seiner Freilassung entführt eine rachsüchtige Gefängnisbande seine Tochter und behauptet, sie ermordet zu haben.